# Canthigaster bennetti
Canthigaster bennetti és una espècie de peix de la família dels tetraodòntids i de l'ordre dels tetraodontiformes.

## Morfologia
- Els mascles poden assolir 10 cm de longitud total.[1]

## Reproducció
És monògam.

## Alimentació
Menja principalment algues i, en menor quantitat, invertebrats bentònics.

## Hàbitat
És un peix marí, de clima tropical i associat als esculls de corall que viu entre 1-12 m de fondària.

## Distribució geogràfica
Es troba des de l'Àfrica oriental fins a Port Alfred (Sud-àfrica), les Tuamotu, el sud de Taiwan, Nova Gal·les del Sud (Austràlia) i el Japó.

## Observacions
És inofensiu per als humans.